# Monte Capanne
Monte Capanne a legmagasabb hegy Elba szigetén, 1019 m magas.
A hegy az Arcipelago Toscano Nemzeti Park része. A hegységben a mediterrán erdők és cserjések bioszférájához tartozó matorral bokros és erdős vegetációs élőhelyek találhatók.
Hat túraútvonal vezet Marciana, Poggio, Valle Nevera, Chiessi és Pomonte településekről a Monte Capanne csúcsára, amely  Marcianából 14 perc alatt felvonóval is elérhető. Innen a tengerre és a szigetre nyílik panoráma. Tiszta időben a kilátás a hat kisebb Toszkánai-szigetre és Korzikára is kiterjed.